# August Wilckens
Georg Christoph August Wilckens (* 25. Juni 1870 in Kabdrup bei Hadersleben; † 3. August 1939 in Sønderho/Fanø) war ein deutscher Maler und Restaurator.

## Leben und Werk

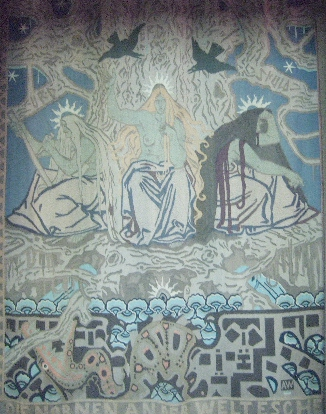
Vorhang von August Wilckens im Eingangsbereich der Nibelungenhalle in Königswinter

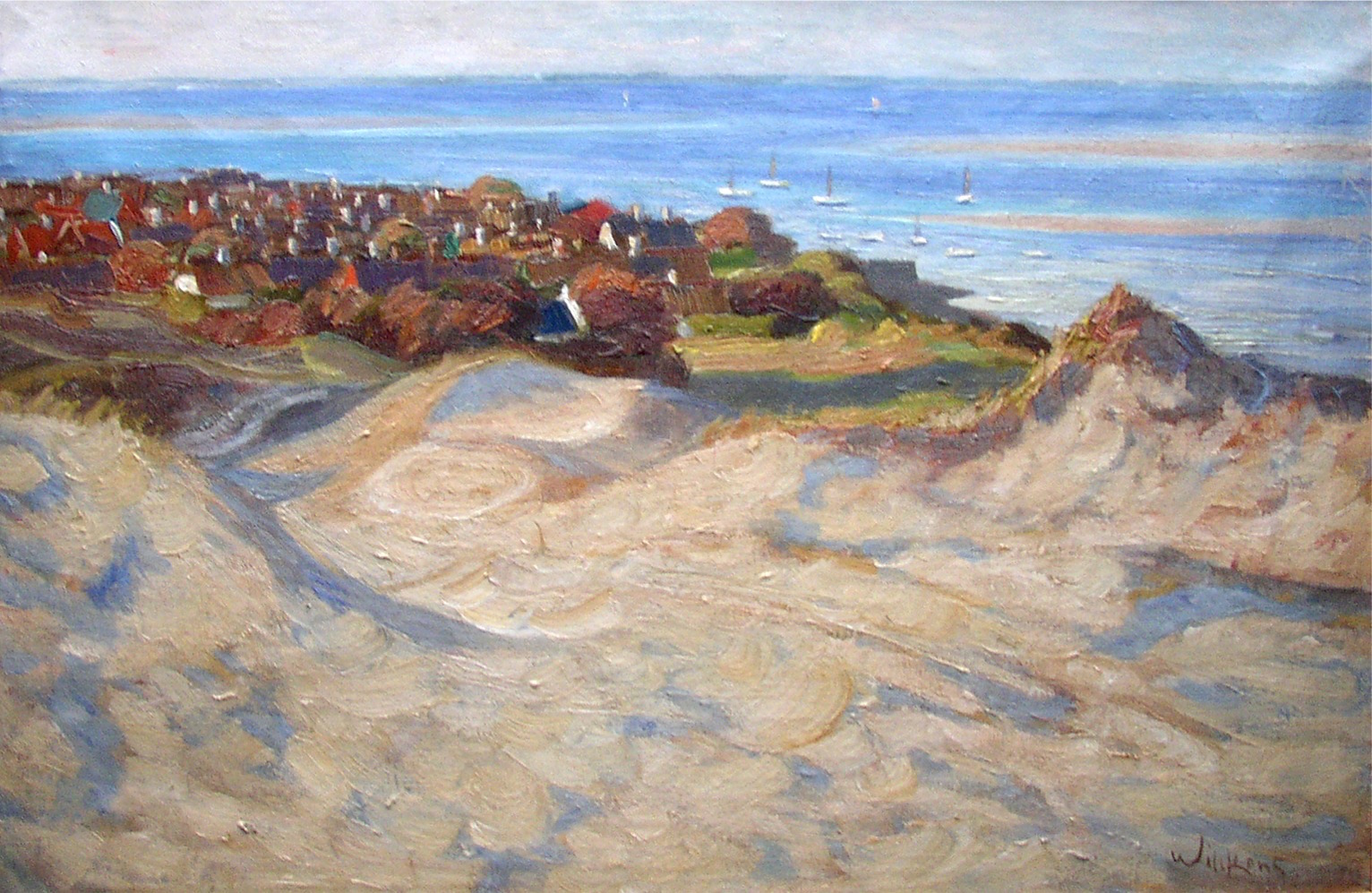
Gemälde von Fanø

Der Sohn eines Hofbesitzers besuchte zunächst die Schüler der Herrnhuter Brüdergemeine in Christiansfeld und anschließend die Lateinschule in Hadersleben. Nach einer ausgedehnten Wanderzeit als Malergeselle ermutigte ihn die in Hadersleben ansässige Malerin Charlotte von Krogh zu einer künstlerischen Ausbildung.
Von 1888 bis 1891 besuchte Wilckens die Kunstgewerbeschulen in München und Nürnberg. Von 1891 bis 1894 arbeitete er als Zeichner in der Lithographischen Anstalt Dresden. Es folgte von 1894 bis 1897 ein Studium an der Kunstakademie Dresden. Wilckens war Schüler von Leon Pohle und Meisterschüler von Gotthardt Kuehl. 1899 unternahm er eine Studienreise nach Frankreich und Oberitalien, anschließend ließ er sich in Dresden nieder und wurde 1902 mit seinem Freund Georg Erler Gründungsmitglied der Künstlergruppe „Die Elbier“.
Im Januar 1899 hatte Wilckens in der Kunsthalle zu Kiel mit einer größeren Kollektion seiner Werke einen spektakulären Einstand. Zu sehen waren in erster Linie Bilder aus dem Volksleben der Nordseeinsel Fanø, die er auf Empfehlung seines Kollegen Hans Peter Feddersen für sich als Studienort entdeckt hatte. Hier verbrachte er in der Folgezeit die Sommermonate und erwarb 1906 ein kleines Haus. Das Thema „Fanø“ war fast ausschließlich Inhalt der Kunst von Wilckens und er hat in seinen Bildern das dortige Volksleben in der Blütezeit der Heimatmalerei zwischen 1895 und 1914 festgehalten. In seiner Auffassung steht er dem Hessen Carl Banzer nahe, der gleichzeitig bei Kühl arbeitete und mit schlichtem Wirklichkeitssinn das hessische Volksleben dargestellt hat. 1907 erhielt Wilckens auf Fanø den Besuch des angehenden Malers Fritz Fuglsang, dem er empfahl, seine künstlerische Ausbildung ebenfalls an der Kunstakademie in Dresden zu beginnen. 1909 heiratete Wilckens die Hamburgerin Julie Schoop und bezog mit ihr in die Gerokstraße 9 in Dresden. Er verkaufte sein Sommerhaus an den Maler Jacob Nöbbe und erwarb sich nun ein größeres mit einem Atelierraum. Gelegentlich malte er auf Fanø mit dem schwedischen Maler Carl Johan Forsberg, der sich 1914 mit seiner Frau auf der Insel niedergelassen hatte. Nach der Volksabstimmung des Jahres 1920 fiel Nordschleswig einschließlich der Insel Fanø an Dänemark, damit war Wilckens automatisch dänischer Staatsbürger. Er verlebte jedoch weiterhin die Wintermonate in Dresden und die Sommermonate auf Fanø.
Zwischen 1900 und 1906 schuf Wilckens Vorlagen für die vom Pastor Johannes Jacobsen gegründete Webschule in Scherrebek. Von ihm stammt der große Vorhang in der Eingangshalle der Nibelungenhalle in Königswinter.
Einen großen Teil seines Lebensunterhaltes verdiente er als Kirchenrestaurator und Kirchenmaler. In Nordschleswig restaurierte und malte er die Fresken der Kirchen von Mögeltondern, Apenrade, Hviding, Toftlund, Holebüll und insbesondere Starup (Entwürfe Museumsberg Flensburg). 1897 porträtierte er während seiner Arbeit in der Kirche in Mögeltondern das Lehnsgrafenpaar Hans Schack und Frau Henny. 1929/30 entstand in der Nikolaikirche in Flensburg ein Wandfries für den Gedenkraum der Gefallenen des 1. Weltkrieges.
Im Herbst 1913 ehrte ihn das Kunstgewerbemuseum der Stadt Flensburg mit einer großen Einzelausstellung. Anschließend unternahm Wilckens im Winter 1913/14 eine Studienreise nach Taormina. Er stellte u. a. in Dresden, Berlin, München, Flensburg, Baden-Baden, Düsseldorf, Breslau, Königsberg, Darmstadt, Hamburg, auf Fanø und Charlottenborg/Kopenhagen aus. Er erfuhr im Laufe seines künstlerischen Lebens eine Fülle von Auszeichnungen und Ehrungen. Bilder von Wilckens befinden sich in zahlreichen Sammlungen von Kunstmuseen in Dänemark und Deutschland. Der größte Teil seines künstlerischen Nachlasses ging in Dresden während des Bombenkrieges verloren.

## Werke
- Wandteppich Yggdrasil (auch „Die drei Nornen“) 1900, Nibelungenhalle Königswinter und Stiftung Schleswig-Holsteinische Landesmuseen, Schloss Gottorf, Schleswig.
- Germanische Frauen, Museumsberg Flensburg
- Hochzeit auf Fanö, 1907/09, Kunsthalle zu Kiel
- Trauerversammlung in einer jütländischer Bauernstube, 1908, Galerie Neue Meister Dresden
- Brautjungfern auf Fanö, 1908, Kaiser-Wilhelm-Museum, Krefeld
- Abendsonne in Sønderho, Museum Kunst der Westküste, Alkersum/Föhr
- Brautjungfern auf Fanö, 1908 Kaiser-Wilhelm-Museum Krefeld
- Frauen auf Fanö, um 1910, Altonaer Museum, Hamburg
- Loki und Signi, um 1912, Museumsberg Flensburg
- Frauen auf der Düne, 1913, Museumsberg Flensburg
- Küstenschicksal, Mutter mit ertrunkenem Kind, 1915. Nordsee Museum, Nissenhaus Husum